# Cserdi
Cserdi es un pueblo ubicado en el distrito de Szentlőrinc, en el condado de Baranya, Hungría.

## Superficie
Posee una superficie de 6,460 kilómetros cuadrados.

## Demografía
Hasta 2019 la población era de 368 habitantes, con una densidad de población de 56,97 habitantes por kilómetro cuadrado.